# Saint-Hilaire-de-la-Côte
Saint-Hilaire-de-la-Côte és un municipi francès situat al departament de la Isèra i a la regió d'Alvèrnia-Roine-Alps. L'any 2007 tenia 1.348 habitants.

## Demografia

### Població
El 2007 la població de fet de Saint-Hilaire-de-la-Côte era de 1.348 persones. Hi havia 508 famílies de les quals 98 eren unipersonals (39 homes vivint sols i 59 dones vivint soles), 168 parelles sense fills, 211 parelles amb fills i 31 famílies monoparentals amb fills.
La població ha evolucionat segons el següent gràfic:
Habitants censats

### Habitatges
El 2007 hi havia 570 habitatges, 511 eren l'habitatge principal de la família, 25 eren segones residències i 34 estaven desocupats. 537 eren cases i 30 eren apartaments. Dels 511 habitatges principals, 443 estaven ocupats pels seus propietaris, 64 estaven llogats i ocupats pels llogaters i 5 estaven cedits a títol gratuït; 2 tenien una cambra, 6 en tenien dues, 44 en tenien tres, 117 en tenien quatre i 342 en tenien cinc o més. 444 habitatges disposaven pel capbaix d'una plaça de pàrquing. A 173 habitatges hi havia un automòbil i a 316 n'hi havia dos o més.

### Piràmide de població
La piràmide de població per edats i sexe el 2009 era:
| Homes | Edats   | Dones |
| ----- | ------- | ----- |
| 0     | 95 o +  | 0     |
| 0     | 90 a 94 | 8     |
| 0     | 85 a 89 | 4     |
| 4     | 80 a 84 | 0     |
| 16    | 75 a 79 | 20    |
| 12    | 70 a 74 | 16    |
| 24    | 65 a 69 | 32    |
| 24    | 60 a 64 | 20    |
| 24    | 55 a 59 | 8     |
| 36    | 50 a 54 | 56    |
| 44    | 45 a 49 | 72    |
| 60    | 40 a 44 | 40    |
| 44    | 35 a 39 | 60    |
| 24    | 30 a 34 | 20    |
| 52    | 25 a 29 | 32    |
| 32    | 20 a 24 | 24    |
| 28    | 15 a 19 | 44    |
| 60    | 10 a 14 | 52    |
| 40    | 5 a 9   | 32    |
| 16    | 0 a 4   | 36    |

## Economia
El 2007 la població en edat de treballar era de 904 persones, 683 eren actives i 221 eren inactives. De les 683 persones actives 641 estaven ocupades (356 homes i 285 dones) i 42 estaven aturades (15 homes i 27 dones). De les 221 persones inactives 86 estaven jubilades, 60 estaven estudiant i 75 estaven classificades com a «altres inactius».

### Ingressos
El 2009 a Saint-Hilaire-de-la-Côte hi havia 532 unitats fiscals que integraven 1.432 persones, la mediana anual d'ingressos fiscals per persona era de 19.683 €.

### Activitats econòmiques
Dels 63 establiments que hi havia el 2007, 1 era d'una empresa de fabricació d'elements pel transport, 8 d'empreses de fabricació d'altres productes industrials, 17 d'empreses de construcció, 13 d'empreses de comerç i reparació d'automòbils, 3 d'empreses de transport, 2 d'empreses d'hostatgeria i restauració, 1 d'una empresa d'informació i comunicació, 2 d'empreses financeres, 7 d'empreses de serveis, 5 d'entitats de l'administració pública i 4 d'empreses classificades com a «altres activitats de serveis».
Dels 20 establiments de servei als particulars que hi havia el 2009, 2 eren tallers de reparació d'automòbils i de material agrícola, 6 guixaires pintors, 4 fusteries, 1 lampisteria, 2 electricistes, 1 empresa de construcció, 2 perruqueries i 2 restaurants.
Dels 2 establiments comercials que hi havia el 2009, 1 era una fleca i 1 una botiga d'electrodomèstics.
L'any 2000 a Saint-Hilaire-de-la-Côte hi havia 19 explotacions agrícoles que ocupaven un total de 720 hectàrees.

## Equipaments sanitaris i escolars
El 2009 hi havia una escola elemental.

## Poblacions més properes
El següent diagrama mostra les poblacions més properes.